# 고양 길상사 육경합부
고양 길상사 육경합부(六經合部)는 대한민국 경기도 고양시 일산동구 식사동 길상사에 있는 육경합부이다. 2011년 10월 4일 경기도의 유형문화재 제259호로 지정되었다.

## 지정사유
현재까지 다른 곳에 소장되어 있지 않은 유일본으로, 불교판본 연구에 귀중한 자료적 가치가 인정된다.

## 같이 보기
- 육경합부

## 참고 문헌
- 고양시 길상사 육경합부 - 국가유산청 국가유산포털